# Madagascar nos Jogos Olímpicos de Verão de 1996
Madagascar participou dos Jogos Olímpicos de Verão de 1996 em Atlanta, Estados Unidos. A delegação foi composta por onze desportistas que competiram em quatro esportes.

## Desempenho

### Atletismo
Masculino
| Atleta                 | Evento   | Eliminatórias | Eliminatórias | Semifinais  | Semifinais  | Final       | Final       |
| Atleta                 | Evento   | Res.          | Pos.          | Res.        | Pos.        | Res.        | Pos.        |
| ---------------------- | -------- | ------------- | ------------- | ----------- | ----------- | ----------- | ----------- |
| Joseph Rakotoarimanana | 800 m    | 1:47.33       | 6º/bat. 1     | Não avançou | Não avançou | Não avançou | Não avançou |
| Victor Razafindrakoto  | Maratona |               |               |             |             | DNF         | DNF         |

Feminino
| Atleta                                                                                                | Evento              | Eliminatórias | Eliminatórias | Quartas-de-final | Quartas-de-final | Semifinais  | Semifinais  | Final       | Final       |
| Atleta                                                                                                | Evento              | Res.          | Pos.          | Res.             | Pos.             | Res.        | Pos.        | Res.        | Pos.        |
| --- | ------------------- | ------------- | ------------- | ---------------- | ---------------- | ----------- | ----------- | ----------- | ----------- |
| Hanitriniaina Rakotondrabé                                                                            | 100 m               | 11.36         | 2º/bat. 1     | 11.43            | 6º/bat. 1        | Não avançou | Não avançou | Não avançou | Não avançou |
| Nicole Ramalalanirina                                                                                 | 100 m com barreiras | 12.90         | 3º/bat. 2     | 12.90            | 2º/bat. 3        | 13.01       | 6º/bat. 1   | Não avançou | Não avançou |
| Lantoniaina Ramalalanirina Hanitriniaina Rakotondrabé Nicole Ramalalanirina Lalao Robine Ravaoniriana | Revezamento 4x100 m | DNF           | DNF           |                  |                  |             |             | Não avançou | Não avançou |

### Boxe
| Atleta            | Peso          | Fase de 32             | Oitavas de final       | Quartas de final       | Semifinais             | Final                  | Final |
| Atleta            | Peso          | Adversário e resultado | Adversário e resultado | Adversário e resultado | Adversário e resultado | Adversário e resultado | Pos.  |
| ----------------- | ------------- | ---------------------- | ---------------------- | ---------------------- | ---------------------- | ---------------------- | ----- |
| Anicet Rasoanaivo | Mosca-ligeiro | HON G. Baca V 12–0     | USA A. Guardado D 4–9  | Não avançou            | Não avançou            | Não avançou            | =9º   |

### Natação
Masculino
| Atleta                | Evento      | Eliminatórias | Eliminatórias | Final       | Final       |
| Atleta                | Evento      | Res.          | Pos.          | Res.        | Pos.        |
| --------------------- | ----------- | ------------- | ------------- | ----------- | ----------- |
| Jean-Luc Razakarivony | 100 m peito | 1:07.34       | 2º/bat. 1     | Não avançou | Não avançou |

Feminino
| Atleta                     | Evento       | Eliminatórias | Eliminatórias | Final       | Final       |
| Atleta                     | Evento       | Res.          | Pos.          | Res.        | Pos.        |
| -------------------------- | ------------ | ------------- | ------------- | ----------- | ----------- |
| Harijesy Razafindramahatra | 100 m costas | 1:13.83       | 4º/bat. 1     | Não avançou | Não avançou |

### Tênis
Feminino
| Atleta                                  | Prova   | Primeira fase          | Segunda fase                             | Oitavas de final       | Quartas de final       | Semifinais             | Final                  | Final |
| Atleta                                  | Prova   | Adversário e resultado | Adversário e resultado                   | Adversário e resultado | Adversário e resultado | Adversário e resultado | Adversário e resultado | Pos.  |
| --------------------------------------- | ------- | ---------------------- | ---------------------------------------- | ---------------------- | ---------------------- | ---------------------- | ---------------------- | ----- |
| Dally Randriantefy                      | Simples | JPN K. Date D 0–2      | Não avançou                              | Não avançou            | Não avançou            | Não avançou            | Não avançou            | =33º  |
| Dally Randriantefy Natacha Randriantefy | Duplas  |                        | ESP C. Martínez/A. Sánchez Vicario D 0–2 | Não avançou            | Não avançou            | Não avançou            | Não avançou            | =17º  |

Legenda
| Recorde mundial      | Recorde mundial (World record)               |                       | Recorde africano                      | Recorde africano (African) |                                           | Q | Classificado por posição (Qualified) |
| Recorde olímpico     | Recorde olímpico (Olympic record)            | Recorde da América    | Recorde da América (Americas)         | q                          | Classificado por melhor tempo (Qualified) |   |                                      |
| Melhor marca do ano  | Melhor marca do ano (World leading)          | Recorde asiático      | Recorde asiático (Asian)              | DNS                        | Não largou (Did not start)                |   |                                      |
| Recorde nacional     | Recorde nacional (National record)           | Recorde europeu       | Recorde europeu (European)            | DNF                        | Não terminou (Did not finish)             |   |                                      |
| Recorde pessoal      | Recorde pessoal do atleta (Personal best)    | Recorde da Oceania    | Recorde da Oceania (Oceania)          | DSQ / DQ                   | Desclassificado (Disqualified)            |   |                                      |
| Recorde da temporada | Recorde da temporada do atleta (Season best) | Recorde sul-americano | Recorde sul-americano (South America) | NM                         | Sem marca (No mark)                       |   |                                      |